# دوروثي غورني
دوروثي غورني (بالإنجليزية: Dorothy Gurney)‏ (4 أكتوبر 1858 في المملكة المتحدة - 15 يونيو 1932)؛ كاتِبة وشاعرة بريطانية.

## روابط خارجية
- دوروثي غورني على موقع ميوزك برينز (الإنجليزية)